# Carboalcoxylation
En chimie industrielle, la carboalcoxylation est un processus de conversion des alcènes en esters. Également appelée hydroestérification, cette réaction est une forme de carbonylation. L'hydrocarboxylation en est une réaction étroitement apparentée qui utilise de l'eau à la place des alcools.
La carbométhoxylation de l'éthylène CH2=CH2 pour donner du propanoate de méthyle CH3CH2COOCH3 en est une application courante, :
CH2=CH2 + CO + CH3OH ⟶ CH3CH2COOCH3.
Ce processus est catalysé par Pd[C6H4(CH2PBu-t)2]2. Dans des conditions semblables, d'autres diphosphines de palladium catalysent la formation de polyéthylènecétone.
L'ester de propanoate de méthyle est un précurseur du méthacrylate de méthyle CH2=C(CH3)COOCH3, qui intervient dans la fabrication de nombreux plastiques et les adhésifs,,,.
La carboalcoxylation a été introduite dans divers modes de télomérisation. Elle a par exemple été couplée à la dimérisation du 1,3-butadiène. Cette étape produit un ester en C9 doublement insaturé, :
2 CH2=CH–CH=CH2 + CO + CH3OH ⟶ CH2=CHCH2CH2CH2CH=CHCH2COOCH3.